# Liste der Hochhäuser der südlichen Hemisphäre
Die Liste der höchsten Gebäude der südlichen Hemisphäre ist eine tabellarische Aufstellung aller Hochhäuser über 250 Meter die sich auf der Südhalbkugel, also südlich des Äquators befinden. Gelistet werden alle fertiggestellten sowie im Bau oder Baustopp befindlichen Gebäude.

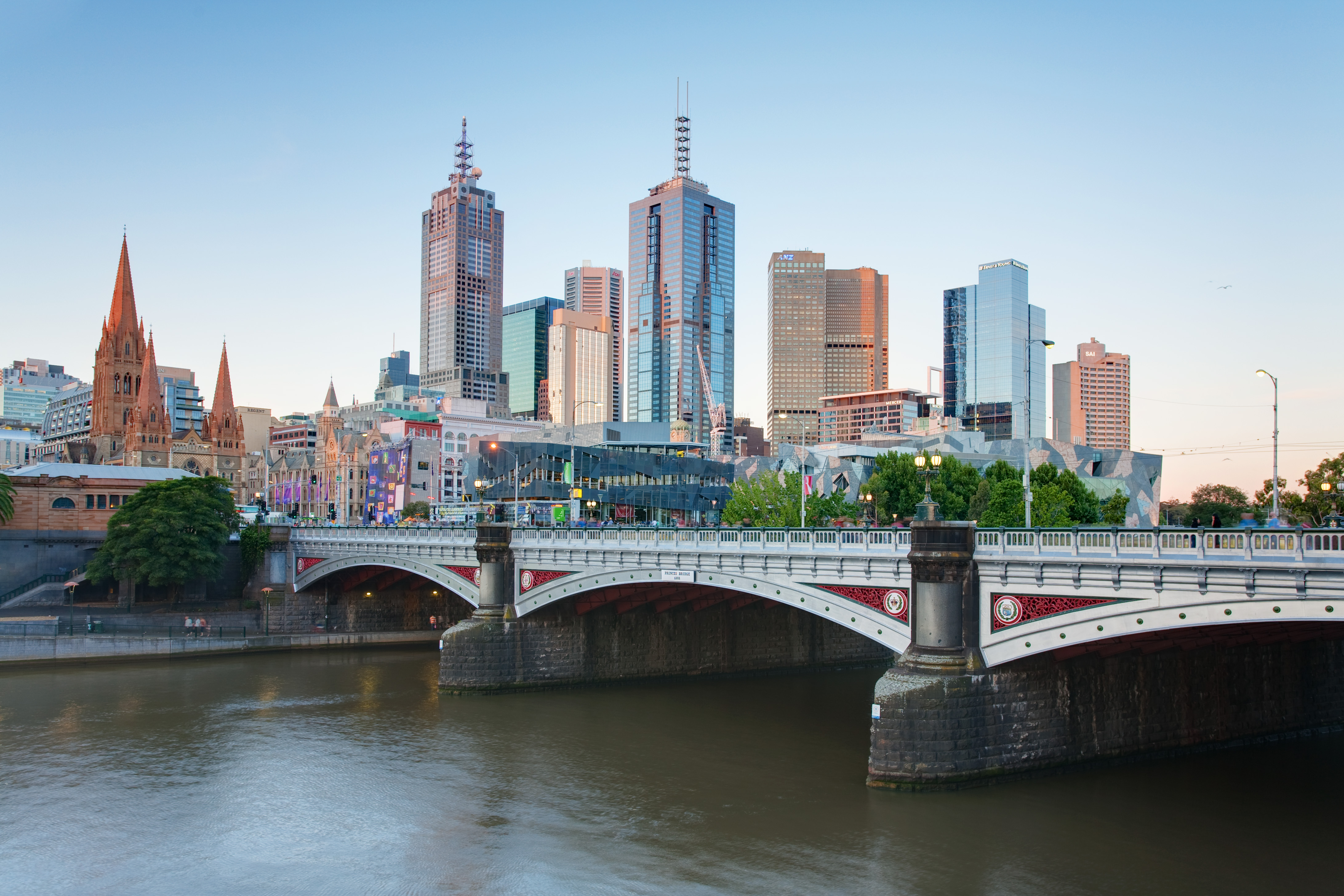
Die meisten Wolkenkratzer der Südhalbkugel befinden sich in Melbourne, Australien...

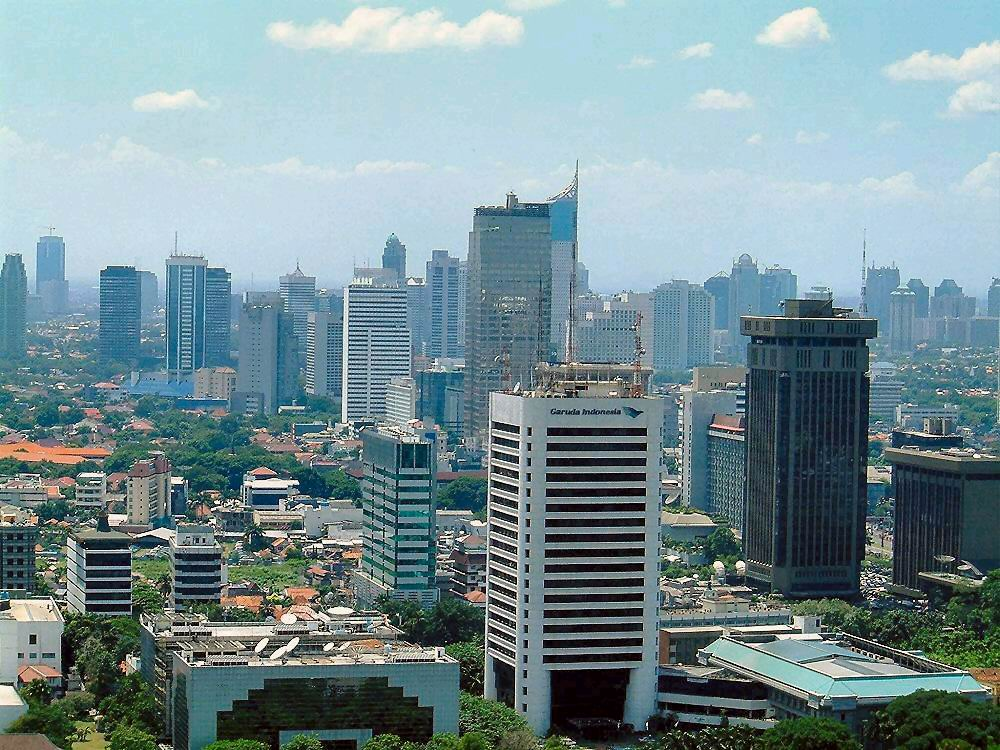
...und in Jakarta, Indonesien

| Name                                             | Stadt              | Land       | Höhe    | Etagen | Baujahr | Status       |
| ------------------------------------------------ | ------------------ | ---------- | ------- | ------ | ------- | ------------ |
| Icon Tower 1                                     | Jakarta            | Indonesien | 350 m   | 76     |         | Bau gestoppt |
| Thamrin Nine Tower 1                             | Jakarta            | Indonesien | 333,5 m | 70     | 2019    | in Bau       |
| Q1 Tower                                         | Gold Coast         | Australien | 322,5 m | 78     | 2005    | erbaut       |
| Sentra BDNI Tower A                              | Jakarta            | Indonesien | 317 m   | 62     |         | Bau gestoppt |
| Australia 108                                    | Melbourne          | Australien | 316,7 m | 100    | 2020    | erbaut       |
| Indonesia-1 North Tower                          | Jakarta            | Indonesien | 303 m   | 64     | 2021    | in Bau       |
| Indonesia-1 South Tower                          | Jakarta            | Indonesien | 303 m   | 60     | 2021    | in Bau       |
| Gran Torre Santiago                              | Santiago           | Chile      | 300 m   | 62     | 2014    | erbaut       |
| 7Point8                                          | Jakarta            | Indonesien | 298 m   |        | 2020    | in Bau       |
| Eureka Tower                                     | Melbourne          | Australien | 297,3 m | 91     | 2006    | erbaut       |
| Gama Tower                                       | Jakarta            | Indonesien | 285,5 m | 64     | 2016    | erbaut       |
| Treasury Tower                                   | Jakarta            | Indonesien | 279,5 m | 57     | 2018    | erbaut       |
| Thamrin Nine Tower 2                             | Jakarta            | Indonesien | 275 m   | 62     | 2020    | in Bau       |
| Yachthouse Residence Club by Pininfarina Tower 1 | Balneario Camboriu | Brasilien  | 271,4 m | 81     | 2019    | in Bau       |
| Yachthouse Residence Club by Pininfarina Tower 2 | Balneario Camboriu | Brasilien  | 271,4 m | 81     | 2019    | in Bau       |
| Crown Sydney Hotel and Resort                    | Sydney             | Australien | 271,3 m | 75     | 2021    | in Bau       |
| Brisbane Skytower                                | Brisbane           | Australien | 270,5 m | 90     | 2019    | in Bau       |
| Aurora Melbourne Central                         | Melbourne          | Australien | 270,5 m | 84     | 2019    | in Bau       |
| West Side Place Tower A                          | Melbourne          | Australien | 270 m   | 81     | 2022    | in Bau       |
| Jakarta Office Tower                             | Jakarta            | Indonesien | 266 m   | 59     | 2021    | in Bau       |
| 120 Collins Street                               | Melbourne          | Australien | 264,9 m | 52     | 1991    | erbaut       |
| The One                                          | Melbourne          | Australien | 264 m   | 82     | 2019    | in Bau       |
| One Tower                                        | Balneario Camboriu | Brasilien  | 263 m   | 70     | 2022    | in Bau       |
| Wisma 46                                         | Jakarta            | Indonesien | 261,9 m | 46     | 1996    | erbaut       |
| Menera Astra                                     | Jakarta            | Indonesien | 261,5 m | 50     | 2017    | erbaut       |
| Lippo Sixty One Place                            | Cikarang           | Indonesien | 261,4 m | 61     |         | in Bau       |
| 101 Collins Street                               | Melbourne          | Australien | 260 m   | 50     | 1991    | erbaut       |
| 1 William Street                                 | Brisbane           | Australien | 259,8 m | 46     | 2016    | erbaut       |
| Sahid Sudirman Center                            | Jakarta            | Indonesien | 258 m   | 59     | 2015    | erbaut       |
| Ocean                                            | Gold Coast         | Australien | 257,8 m | 75     | 2020    | in Bau       |
| Millennium Office Tower                          | Jakarta            | Indonesien | 254 m   | 53     | 2019    | in Bau       |
| Prima Pearl Appartements                         | Melbourne          | Australien | 254 m   | 72     | 2014    | erbaut       |
| Raffles Hotel                                    | Jakarta            | Indonesien | 253,3 m | 52     | 2015    | erbaut       |
| The Pakubuwono Signature                         | Jakarta            | Indonesien | 252 m   | 50     | 2014    | erbaut       |
| Rialto Towers                                    | Melbourne          | Australien | 251 m   | 63     | 1986    | erbaut       |